# Alexis Palisson
Alexis Palisson (ur. 9 września 1987 w Montauban we Francji) – francuski rugbysta, grający na pozycji skrzydłowego w zespole Toulon oraz w reprezentacji narodowej. Zdobywca srebrnego medalu podczas Pucharu Świata w Rugby w 2011.

## Kariera klubowa
Pochodzi ze sportowej rodziny, ojciec i wuj byli rugbystami. Grać w rugby rozpoczął w wieku 6 lat w lokalnym klubie L'Isle-sur-Vienne w Isle. W 2005 r. podpisał kontrakt z CA Brive, w którym grał przez sześć sezonów, zarówno w Top 14, jak i europejskich pucharach, nie odnosząc większych sukcesów. W 2006 r. zdobył trzy przyłożenia w meczu przeciwko Petrarca Padova Rugby w Europejskim Pucharze Challenge. Od sezonu 2011-2012 jest zawodnikiem RC Toulonnais.

## Kariera reprezentacyjna
Z kadrą U-18 w 2005 r. uczestniczył w mistrzostwach Europy w tej kategorii wiekowej, w latach 2005-2006 otrzymał również powołanie do kadry U-19, w tym na odbywające się w Dubaju mistrzostwa świata.
W seniorskiej kadrze narodowej zadebiutował 28 czerwca 2008 r. Mocno osłabiona reprezentacja Francji pozbawiona grających w półfinale Top 14 zawodników przegrała mecz z Australią, a sam Palisson zdobył w debiucie swoje pierwsze przyłożenie, grając naprzeciw o wiele wyższego i cięższego Lote Tuqiri, spełniając przedmeczowe obietnice o ośmieszeniu tego zawodnika.
Pominięty w powołaniach w 2009 r. powrócił do składu Les Blues na Puchar Sześciu Narodów 2010, gdzie rozegrał cztery spotkania, a reprezentacja Francji prócz zwycięstwa w turnieju zdobyła również Wielkiego Szlema. Będąc w szerokim składzie edycji 2011 uczestniczył w dwóch spotkaniach, dostając szansę gry po kontuzji Maxime Médarda. Został także zgłoszony do składu na Puchar Świata w Rugby 2011. Zagrał w czterech meczach turnieju zakończonego zdobyciem przez Francję srebrnego medalu. W Pucharze Sześciu Narodów 2012 zagrał jedynie w kończącym zawody meczu z Walią, otrzymując szansę gry po kontuzji Vincenta Clerca.
Z powodu kontuzji ominęła go wyprawa Francuzów do Nowej Zelandii w czerwcu 2013 roku, został natomiast wytypowany do składu Barbarians Français na mecz z Samoa w listopadzie tego roku.

## Osiągnięcia
- Puchar świata w rugby: 2. miejsce – 2011
- Puchar Sześciu Narodów: zwycięstwo – 2010
- Wielki Szlem: 2010